# Vojašnica Šentvid
Vojašnica Šentvid (bivša vojašnica Boris Kidrič), 27. julija 2012 preimenovana v Vojašnico slovenske Teritorialne obrambe. Vojašnica je nastala na območju Zavoda sv. Stanislava. Med drugo svetovno vojno so zavod zasedli Nemci in ga uporabili za vojašnica, po vojni je vojašnico zasedla Jugoslovanska ljudska armada. Tako je ostalo do leta 1991. Po osamosvojitvi je bil del objektov vrnjen prvotnim lastnikom del pa je ostal v lasti Slovenske vojske. V letih po osamosvojitvi so v vojašnici delovala različna poveljstva in enote: 51. območni štab TO, 510. učni center, poveljstvo 52. brigade, del 9. brigada zračne obrambe in PDRIU. Danes v vojašnici delujejo Verifikacijski center, Orkester SV, del 157. logističnega bataljona in EVOJ.

## Zgodovina
Vojašnica slovenske Teritorialne obrambe je nastala na območju Zavoda sv. Stanislava. Gradnja zavoda se je začela leta 1901 na pobudo takratnega ljubljanskega škofa dr. Antona Bonaventura Jegliča. Prvi dve tretjini zavoda sta bili dokončani leta 1905, v dokončanem objektu je deloval zavod in prva slovenska gimnazija. Leta 1910 je bil dokončano levo, še zadnje krilo zavoda s čimer se je dejavnost zavoda še dodatno povečala. Med prvo svetovno vojno je bila v zavodu vojaška bolnišnica, po vojni pa se je v zavodu nadaljevala predvojna aktivnost. Konec aprila 1941 po kratki aprilski vojni je zavod zasedla nemška vojska in ga spremenila v vojašnico za enote, ki so varovale novonastalo mejo med Nemčijo in Italijo. Po vojni in odhodu Nemcev je vojašnico zasedla Jugoslovanska vojska. Maja in junija 1945 je bil v stavbi in njegovi okolici zbirni center za vojne ujetnike. V začetku junija 1945 je bilo dokončno odločeno, da bo zavod ostal v lasti vojske. V desetletjih po vojni se je vojašnica nenehno širila, severno od nekdanjega zavoda so bili zgrajeni številni objekti za bivanje vojakov, garaže, delavnice in razna skladišča za orožje in vojaško opremo. Skladišča so bila zgrajena tudi v Rojah, ki so v neposredni bližini vojašnice. Skupaj z vsemi skladišči in objekti je bila vojašnica največja v Ljubljani in ena največjih v Sloveniji.

### Beg vojaka Bojana Pluta
Leta 1986 je v vojašnici vojaški rok služil Bojan Plut, bratranec bolje znanega množičnega morilca Silva Pluta. Pred vpoklicem v vojsko je Plut že dalj časa imel težave z zakonom zaradi kraj in tihotapljenja. Po vpoklicu je bilo videti, da se je njegovo vedenje popravilo saj so ga vojaki in nadrejeni opisovali kot vzornega vojaka. Sodeč po dnevniku, ki ga je pisal, pa so se v Plutovi glavi dogajale čudne stvari. Prvega maja ponoči je izkoristil priliko in v vojaški uniformi oborožen z avtomatsko puško z več kot sto naboji pobegnil iz vojašnice. Zgodaj zjutraj naslednjega dne je štopal ob Nemški cesti, kjer nato ukradel avtomobil, ki mu je ustavil. Pot je nadaljeval preko Novega mesta do vznožja Gorjancev, kjer je vlomil v gostinski lokal. Tam se je oskrbel s hrano in pijačo nato pa se usmeril proti Mirni Gori kjer je zamenjal avtomobilske tablice. Po vožnji po Beli krajini se je usmeril proti Mariboru in Ormožu. V vasi Trnovec je zletel iz ceste nato pa pobegnil iz kraja nesreče. V bližini Čakovca je s štopanjem ukradel še en avtomobil in se odpeljal proti Zagrebu. Pri Gradišču je ponovno zamenjal avto in se odpeljal v Zagreb, tam je avto zamenjal še enkrat in se nato odpeljal nazaj v Slovenijo. Blizu Dobove je ukradel nov avto in se odpeljal proti Kapelam tam je poizkušal ukrasti nov avtomobil vendar mu to ni uspelo zato je ukradel motor in se odpeljal proti Globokemu. Po nekaj kilometrih vožnje je motor pustil ob cesti in pot nadaljeval peš. Pot sta mu po naključju prekrižala  inšpektorja republiškega sekretariata za notranje zadeve v službenem vozilu. Ko se je avto približal Plutu, je ta iz razdalje enega metra začel streljati na avtomobil, en inšpektor je bil na mestu mrtev, drugi pa je umrl kasneje v brežiški bolnišnici. Plut je nato s službenim avtomobilom pobegnil proti Bizeljskemu, po nekaj kilometrih vožnje se je avtomobil zaradi okvare ustavil, tako da je pot nadaljeval peš. Med potjo se je zatekel v neko barako, vendar so ga kmalu zalotili lastniki, zato je nadaljeval pot. V kraju Gradice je ukradel avtomobil in se ponovno odpeljal proti Zagrebu, kjer so ga končno opazili policisti in ga začeli zasledovati. Po vratolomni je vožnji je pri naselju Jakovlje zletel iz ceste in se prevrnil, v brezizhodnem položaju je cev puške usmeril v brado in naredil samomor.

### Vojašnica med desetdnevno vojno
Med osamosvojitveno vojno junija in julija 1991 je vojašnica bila blokirana iz strani slovenske Teritorialne obrambe. V vojašnici je bilo poveljstvo motorizirane brigade, bataljon brigade in mešani artilerijski divizion, vsem enotam je poveljeval podpolkovnik Tomislav Šipčić. Skupaj je bilo v vojašnici preko 1.600 vojakov, ki so bili oboroženi z 12 oklepnimi vozili, 5 samohodnimi orožji kalibra 2 x 57 mm,  9 havbicami 155 mm, 9 havbicami 120 mm, netrzajne topove 120 in 82 mm. Kasneje so v vojašnico pripeljali še 16 havbic 155 mm, ki so jih postavili na športno igrišče iz Brnika pa so tja premestili tudi helikopter Gazela. Posadka vojašnice se je na morebitni napad dobro priprava saj se je vkopala na področju vojašnica, okoli vojašnice pa so bile postavljene tudi mine, ki so preprečevale neposredni napad na vojašnico. Ko je vojašnica prvi dan vojne postala obkoljena je njen poveljnik začel groziti, da bo v primeru napad začel obstreljevati center Ljubljane ter pomembne objekte v okolici vojašnice kot so: vodarna Kleče, transformatorska postaja Kleče, plinarno v Šiški, tovarno Color v Medvodah in tovarno Belinka v Dolu.
Zaradi strahu, da bo Šipčić grožnje uresničil je bilo 28. junija izdano povelje za pripravo na napad. V bližini Savelj se je 2. odred TO z 8 minometi pripravil na napad. Povelje za napad je prišlo 2. julija in bilo nato zaradi nasprotovanja nekaterih poveljujočih preklicano. Kasneje se je izkazalo, da je bila odločitev o preklicu modra saj bi Šipčić po vsej verjetnosti uresničil grožnjo in napadel omenjene objekte, kar bi povzročilo ogromno škode bile bi pa tudi smrtne žrtve.
Po končanih spopadih je JLA vojašnico zapustila do 18. oktobra 1991. Pred odhodom so okoli vojašnice odstranili minska polja objekte pa so predali šele potem ko so iz njih odnesli vse kar se je odnesti dalo - celo pesek na teniškem igrišču. Ob predaji  TO so tako od nekoč mogočne vojašnice ostali le goli zidovi. Vojašnica je bila tudi zadnja v Sloveniji, ki je odpustila slovenske nabornike, ki so služili vojaški rok v JLA.

### Vojašnica po vojni in danes
Po predaji je TO novejši del vojašnice hitro usposobila tako, da so decembra 1991 v njej že prisegli prvi naborniki 520. učnega centra TO.  Zaradi denacionalizacije so bili objekti v katerih je nekoč deloval Zavod svetega Stanislava, predani cerkvi preostali objekti pa so ostali v lasti SV. Leta 1992 se je vojašnica preimenovala v Vojašnico Šentvid. Po leti 1991 so v vojašnici delovala različna poveljstva in enote: 51. območni štab TO, 510. učni center TO, poveljstvo 52 brigade, poveljstvo in del enot 9. brigade zračne obrambe, vojaški muzej SV in center vojaških šol, kasneje pa PDRIU. Z ukinitvijo naborniškega sistema in preoblikovanjem SV je vojašnica začela zgubljati na pomenu zato so jo označili kot neperspektivno. Leta 2004 je bilo odločeno da bojo vojašnico postopoma izpraznili in del objektov predali cerkvi, ki je imela že dalj časa denacionalizacijske zahteve. Konec leta 2008 se je iz objektov kot zadnji umaknil PDRIU, nato pa so južni del vojašnice predali cerkvi. Ta je objekte sprva nameravala uporabiti za šolske in obšolske dejavnosti vendar so bili objekti po pregledu označeni kot dotrajani in potresno nevarni zato so jih podrli.
Danes SV uporablja le še severni del vojašnice, ki obsega manjše objekte, garaže in skladišča. V bližini vojašnice se nahajata še Vojaška zdravstvena enota (včasih je bila del vojašnice) in skladišče v Rojah.
Februarja 2010 se je v vojašnici med opravljanjem stražarske službe s strelnim orožjem resno poškodoval vojak.

## Enote v vojašnici
- Verifikacijski center Slovenske vojske
- Orkester Slovenske vojske
- 157. logistični bataljon Slovenske vojske
- EVOJ